# Бакасі
Бакасі (фр. Bakassi) — півострів у Західній Африці, розташований на південний схід від Калабара, омивається Біафрською затокою Гвінейської затоки Атлантичного океану. Площа півострова становить 665 квадратних кілометрів. З 14 серпня 2008 року півострів Бакасі належить Камеруну, і є крайньої південно-західною частиною департаменту Ндіан Південно-Західного регіону. До цього півострів Бакасі входив до складу Нігерії, але за рішенням Міжнародного суду ООН винесеним 22 листопада 2007 року він повинен був бути переданий Камеруну. Незважаючи на це, сенат Нігерії не визнав це рішення, оскільки воно суперечило конституції країни.